# Tvărdinți, Tărgoviște
Tvărdinți (în bulgară Твърдинци) este un sat în comuna Tărgoviște, regiunea Tărgoviște,  Bulgaria. 

## Demografie
Componența etnică a satului Tvărdinți
     Turci (98,51%)
     Nicio identificare (1,48%)
     Altele (0%)
La recensământul din 2011, populația satului Tvărdinți era de 135 locuitori. Din punct de vedere etnic, majoritatea locuitorilor (98,51%) erau turci. Pentru 1,48% din locuitori nu este cunoscută apartenența etnică.